# Departamento de Chapaleufú
Departamento de Chapaleufú är en kommun i Argentina.   Den ligger i provinsen La Pampa, i den centrala delen av landet, 500 km väster om huvudstaden Buenos Aires.
Trakten runt Departamento de Chapaleufú består till största delen av jordbruksmark. Runt Departamento de Chapaleufú är det mycket glesbefolkat, med 4 invånare per kvadratkilometer.